# Leptomyrmex
Leptomyrmex é um gênero de insetos, pertencente à família Formicidae.

## Espécies
- Leptomyrmex aitchisoni
- Leptomyrmex burwelli
- Leptomyrmex contractus
- Leptomyrmex darlingtoni
- Leptomyrmex dolichoscapus
- Leptomyrmex erythrocephalus
- Leptomyrmex flavitarsus
- Leptomyrmex fragilis
- Leptomyrmex froggatti
- Leptomyrmex garretti
- Leptomyrmex geniculatus
- Leptomyrmex lugubris
- Leptomyrmex mjobergi
- Leptomyrmex neotropicus
- Leptomyrmex niger
- Leptomyrmex nigriceps
- Leptomyrmex nigriventris
- Leptomyrmex pallens
- Leptomyrmex pilosus
- Leptomyrmex puberulus
- Leptomyrmex ramorniensis
- Leptomyrmex unicolor
- Leptomyrmex varians
- Leptomyrmex wheeleri
- Leptomyrmex wiburdi